# Ghatixalus
Ghatixalus is een geslacht van kikkers uit de familie schuimnestboomkikkers (Rhacophoridae). De groep werd voor het eerst wetenschappelijk beschreven door Sathyabhama Das Biju, Kim Roelants en Franky Bossuyt in 2008.
Er zijn drie soorten waarvan er 1 pas in 2015 werd beschreven, de soort Ghatixalus magnus. Alle soorten komen voor in Azië en zijn endemisch in India.

## Taxonomie
Geslacht Gracixalus
- Soort Ghatixalus asterops
- Soort Ghatixalus magnus
- Soort Ghatixalus variabilis

Beddomixalus · 
Chiromantis · 
Feihyla · 
Ghatixalus · 
Gracixalus · 
Kurixalus · 
Liuixalus · 
Mercurana · 
Nasutixalus · 
Nyctixalus · 
Philautus · 
Polypedates · 
Pseudophilautus · 
Raorchestes · 
Rhacophorus · 
Taruga · 
Theloderma